# Trophée NHK 2018
Navigation
Édition précédente Édition suivante
Le Trophée NHK (en japonais NHK杯国際フィギュアスケート競技大会, en anglais : NHK Trophy) est une compétition internationale de patinage artistique qui se déroule au Japon au cours de l'automne. Il accueille des patineurs amateurs de niveau senior dans quatre catégories: simple messieurs, simple dames, couple artistique et danse sur glace.
Le quarantième Trophée NHK est organisé du 9 au 11 novembre 2018 à la Green Arena de Hiroshima. Il est la quatrième compétition du Grand Prix ISU senior de la saison 2018/2019.

## Résultats

### Messieurs
| Rang | Nom               | Pays         | Points | Programme court | Programme court | Programme libre | Programme libre |
| ---- | ----------------- | ------------ | ------ | --------------- | --------------- | --------------- | --------------- |
| 1    | Shoma Uno         | Japon        | 276.45 | 1               | 92.49           | 1               | 183.96          |
| 2    | Sergey Voronov    | Russie       | 254.28 | 2               | 91.37           | 2               | 162.91          |
| 3    | Matteo Rizzo      | Italie       | 224.71 | 4               | 77.00           | 3               | 147.71          |
| 4    | Vincent Zhou      | États-Unis   | 223.42 | 5               | 75.90           | 4               | 147.52          |
| 5    | Dmitri Aliev      | Russie       | 219.52 | 3               | 81.16           | 6               | 138.36          |
| 6    | Sōta Yamamoto     | Japon        | 213,40 | 6               | 74.98           | 5               | 138.42          |
| 7    | Alexander Johnson | États-Unis   | 199.75 | 8               | 72.03           | 7               | 127.72          |
| 8    | Deniss Vasiļjevs  | Lettonie     | 197.60 | 7               | 72.39           | 8               | 125.21          |
| 9    | Lee June-hyoung   | Corée du Sud | 188.26 | 11              | 66.16           | 9               | 122.10          |
| 10   | Hiroaki Sato      | Japon        | 185.18 | 10              | 67.38           | 11              | 117.80          |
| 11   | Kevin Reynolds    | Canada       | 182.67 | 12              | 61.14           | 10              | 121.53          |
| 12   | Yaroslav Paniot   | Ukraine      | 173.64 | 9               | 68.59           | 12              | 105.05          |

### Dames
| Rang | Nom                    | Pays         | Points | Programme court | Programme court | Programme libre | Programme libre |
| ---- | ---------------------- | ------------ | ------ | --------------- | --------------- | --------------- | --------------- |
| 1    | Rika Kihira            | Japon        | 224.31 | 5               | 69.59           | 1               | 154.72          |
| 2    | Satoko Miyahara        | Japon        | 219.47 | 2               | 76.08           | 2               | 143.39          |
| 3    | Elizaveta Tuktamysheva | Russie       | 219.02 | 1               | 76.17           | 3               | 142.85          |
| 4    | Mai Mihara             | Japon        | 204.20 | 3               | 70.38           | 5               | 133.82          |
| 5    | Mariah Bell            | États-Unis   | 198.96 | 7               | 62.97           | 4               | 135.99          |
| 6    | Lim Eun-soo            | Corée du Sud | 196.31 | 4               | 69.78           | 6               | 126.53          |
| 7    | Alena Leonova          | Russie       | 194.15 | 6               | 68.22           | 7               | 125.93          |
| 8    | Courtney Hicks         | États-Unis   | 178.07 | 10              | 59.10           | 8               | 118.97          |
| 9    | Maria Sotskova         | Russie       | 176.99 | 9               | 60.75           | 9               | 116.24          |
| 10   | Maé-Bérénice Méité     | France       | 162.58 | 12              | 50.49           | 10              | 112.09          |
| 11   | Angela Wang            | États-Unis   | 159.36 | 8               | 60.82           | 11              | 98.54           |
| 12   | Kailani Craine         | Australie    | 154.22 | 11              | 58.21           | 12              | 96.01           |

### Couples
| Rang | Nom                                     | Pays       | Points | Programme court | Programme court | Programme libre | Programme libre |
| ---- | --------------------------------------- | ---------- | ------ | --------------- | --------------- | --------------- | --------------- |
| 1    | Natalia Zabiiako / Aleksandr Enbert     | Russie     | 214.14 | 1               | 73.48           | 1               | 140.66          |
| 2    | Peng Cheng / Jin Yang                   | Chine      | 207.24 | 2               | 70.66           | 2               | 136.58          |
| 3    | Alexa Scimeca Knierim / Chris Knierim   | États-Unis | 190.49 | 4               | 64.75           | 3               | 125.74          |
| 4    | Kirsten Moore-Towers / Michael Marinaro | Canada     | 189.66 | 3               | 67.70           | 4               | 121.96          |
| 5    | Tarah Kayne / Daniel O'Shea             | États-Unis | 164.16 | 5               | 59.00           | 5               | 105.16          |
| 6    | Laura Barquero / Aritz Maestu           | Espagne    | 159.59 | 6               | 55.37           | 6               | 104.22          |
| 7    | Audrey Lu / Misha Mitrofanov            | États-Unis | 149.25 | 7               | 52.35           | 7               | 96.90           |
| 8    | Miu Suzaki / Ryuichi Kihara             | Japon      | 143.69 | 8               | 49.93           | 8               | 93.76           |

### Danse sur glace
| Rang | Nom                                   | Pays        | Points | Danse rythmique | Danse rythmique | Danse libre | Danse libre |
| ---- | ------------------------------------- | ----------- | ------ | --------------- | --------------- | ----------- | ----------- |
| 1    | Kaitlin Hawayek / Jean-Luc Baker      | États-Unis  | 184.63 | 2               | 70.71           | 1           | 113.92      |
| 2    | Tiffany Zahorski / Jonathan Guerreiro | Russie      | 183.05 | 1               | 75.49           | 4           | 107.56      |
| 3    | Rachel Parsons / Michael Parsons      | États-Unis  | 178.64 | 3               | 69.07           | 3           | 109.57      |
| 4    | Lilah Fear / Lewis Gibson             | Royaume-Uni | 177.20 | 7               | 63.91           | 2           | 113.29      |
| 5    | Carolane Soucisse / Shane Firus       | Canada      | 169.84 | 5               | 66.01           | 5           | 103.83      |
| 6    | Wang Shiyue / Liu Xinyu               | Chine       | 167.96 | 4               | 66.27           | 6           | 101.69      |
| 7    | Anastasia Skoptcova / Kirill Aleshin  | Russie      | 159.96 | 6               | 64.53           | 7           | 95.43       |
| 8    | Misato Komatsubara / Tim Koleto       | Japon       | 154.27 | 9               | 59.40           | 8           | 94.87       |
| 9    | Alexandra Nazarova / Maxim Nikitin    | Ukraine     | 153.22 | 8               | 60.20           | 9           | 93.02       |

## Source
- (en) Résultats du Trophée NHK 2018 sur le site de l'ISU